# Evisceration Plague (singolo)
Evisceration Plague è il terzo singolo del gruppo brutal death metal statunitense Cannibal Corpse, pubblicato nel 2009.

## Tracce
1. Evisceration Plague – 4:30

## Formazione
- George "Corpsegrinder" Fisher - voce
- Jack Owen - chitarra
- Pat O'Brien - chitarra
- Alex Webster - basso
- Paul Mazurkiewicz - batteria